# 호시노미야 신사 (사노시)

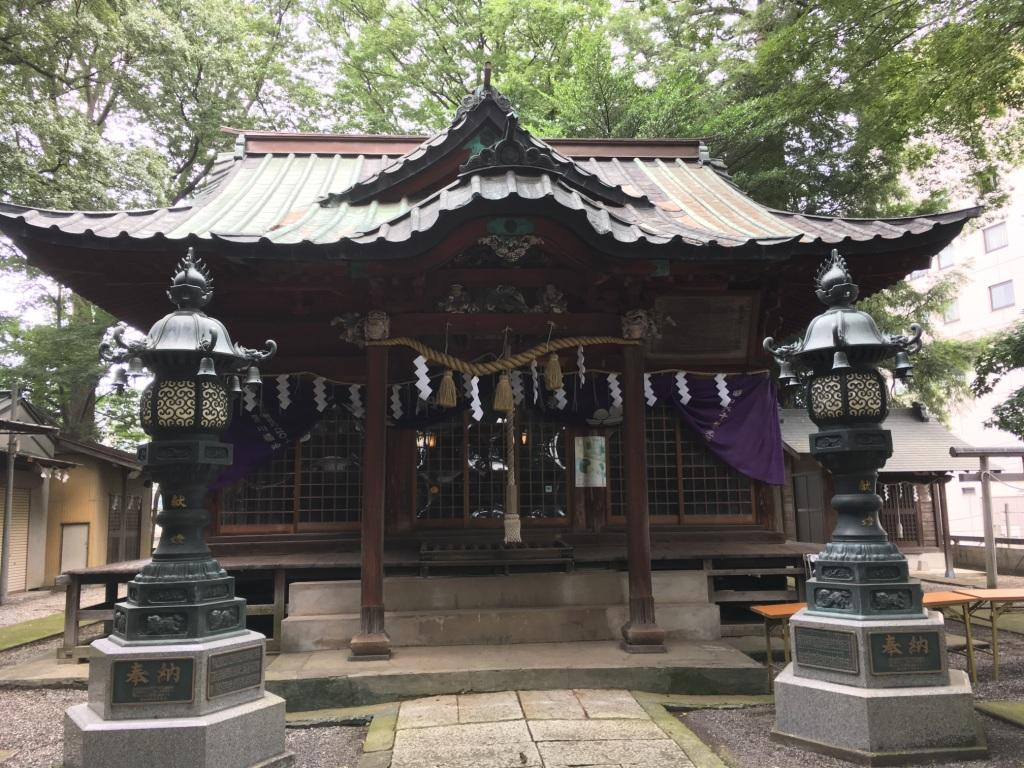

호시노미야 신사(일본어: 星宮神社 호시노미야진자[*])는 도치기현 사노시 오쿠라 정에 있는 신사이다.